# سفارة طاجيكستان في لندن
سفارة طاجيكستان في لندن هي البعثة الدبلوماسية لطاجيكستان في المملكة المتحدة، وتقع في منطقة نوتينغ هيل.

## روابط خارجية
- موقع رسمي